# Eileen Percy

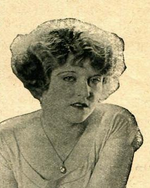
The Flirt (1922)

Eileen Percy (21 de agosto de 1902 — 29 de julio de 1973) fue una actriz estadounidense de origen irlandés de la época del cine mudo. Apareció en más de 60 películas entre 1917 y 1933.

## Biografía
Nacida en Belfast en agosto de 1902, Percy vivió brevemente en Brooklyn, Nueva York, en 1903, antes de regresar a Belfast. A los nueve años regresó a Brooklyn, donde estudió en un convento. Tras graduarse, se convirtió en modelo de artistas, entre ellos Charles Dana Gibson. Algunas de las fotos para las que posó se utilizaron para portadas de revistas.
En 1919, Percy se casó con Ulrich Busch. Se divorciaron en 1930. Su segundo esposo, desde 1936, fue el compositor Harry Ruby.
Cuando terminó su carrera cinematográfica, a inicios del sonoro, Percy se convirtió en corresponsal del Pittsburgh Post-Gazette.
Murió en Los Ángeles, California, en 1973. Sus restos están enterrados en Chapel of the Pines Crematory.[cita requerida]
Fue interpretada por Arlene Dahl en Three Little Words (1950).

## Filmografía parcial
| - Down to Earth (1917) - The Man from Painted Post (1917) - Wild and Woolly (1917) - Reaching for the Moon (1917) - Hitting the High Spots (1918) - The Gray Horizon (1919) - Told in the Hills (1919) - In Mizzoura (1919) - Some Liar (1919) - The Beloved Cheater (1919) - Brass Buttons (1919) - Desert Gold (1919) - Where the West Begins (1919) - One-Thing-at-a-Time O'Day (1919) - The Third Eye (1920) - The Land of Jazz (1920) - Hickville to Broadway (1921) - Big Town Ideas (1921) - Why Trust Your Husband? (1921) - The Flirt (1922) - The Fast Mail (1922) - Elope If You Must (1922) - The Flirt (1922) - The Prisoner (1923) - East Side - West Side (1923) - The Fourth Musketeer (1923) - Yesterday's Wife (1923) - Let's Go (1923) - Tongues of Flame (1924) - Missing Daughters (1924) - Souls for Sables (1925) - Under the Rouge (1925) - The Shadow on the Wall (1925) - Fine Clothes (1925) - The Unchastened Woman (1925) - Cobra (1925) - The Phantom Bullet (1926) - That Model from Paris (1926) - Lovey Mary (1926) - Burnt Fingers (1927) - Backstage (1927) - Twelve Miles Out (1927) - Spring Fever (1927) - Wicked (1931) - First Aid (1942) |